# 經筵

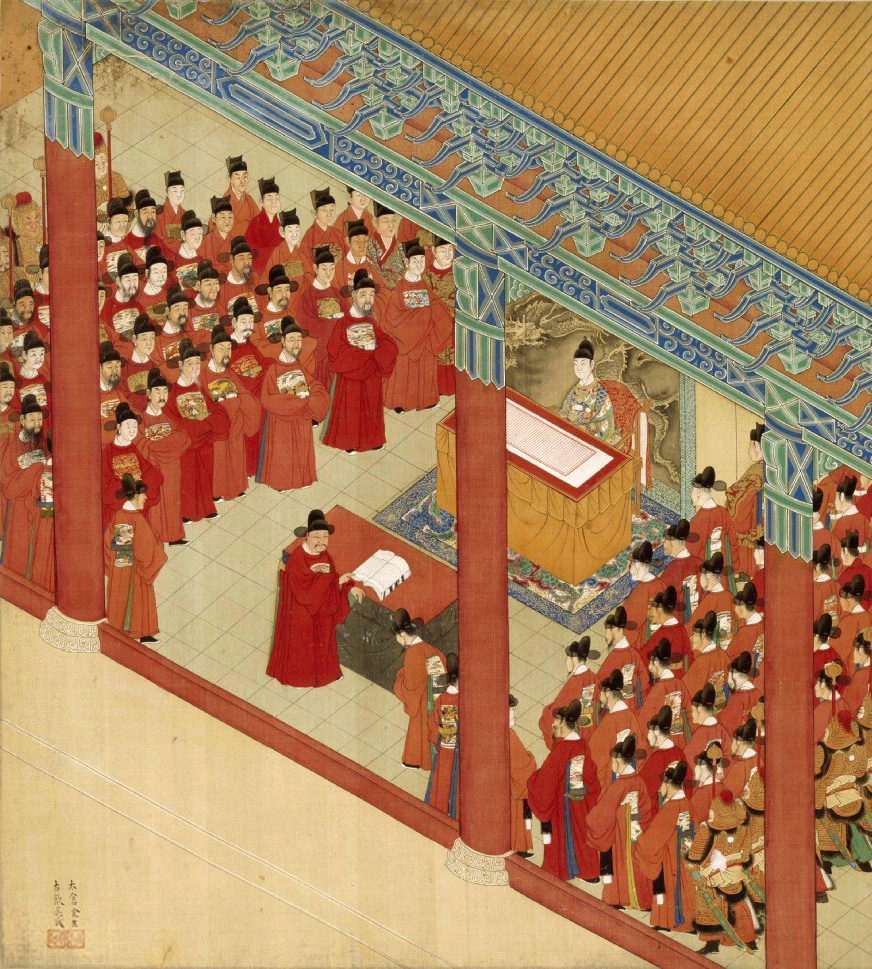
《徐顯卿宦跡圖·經筵進講》表現的明神宗經筵場景

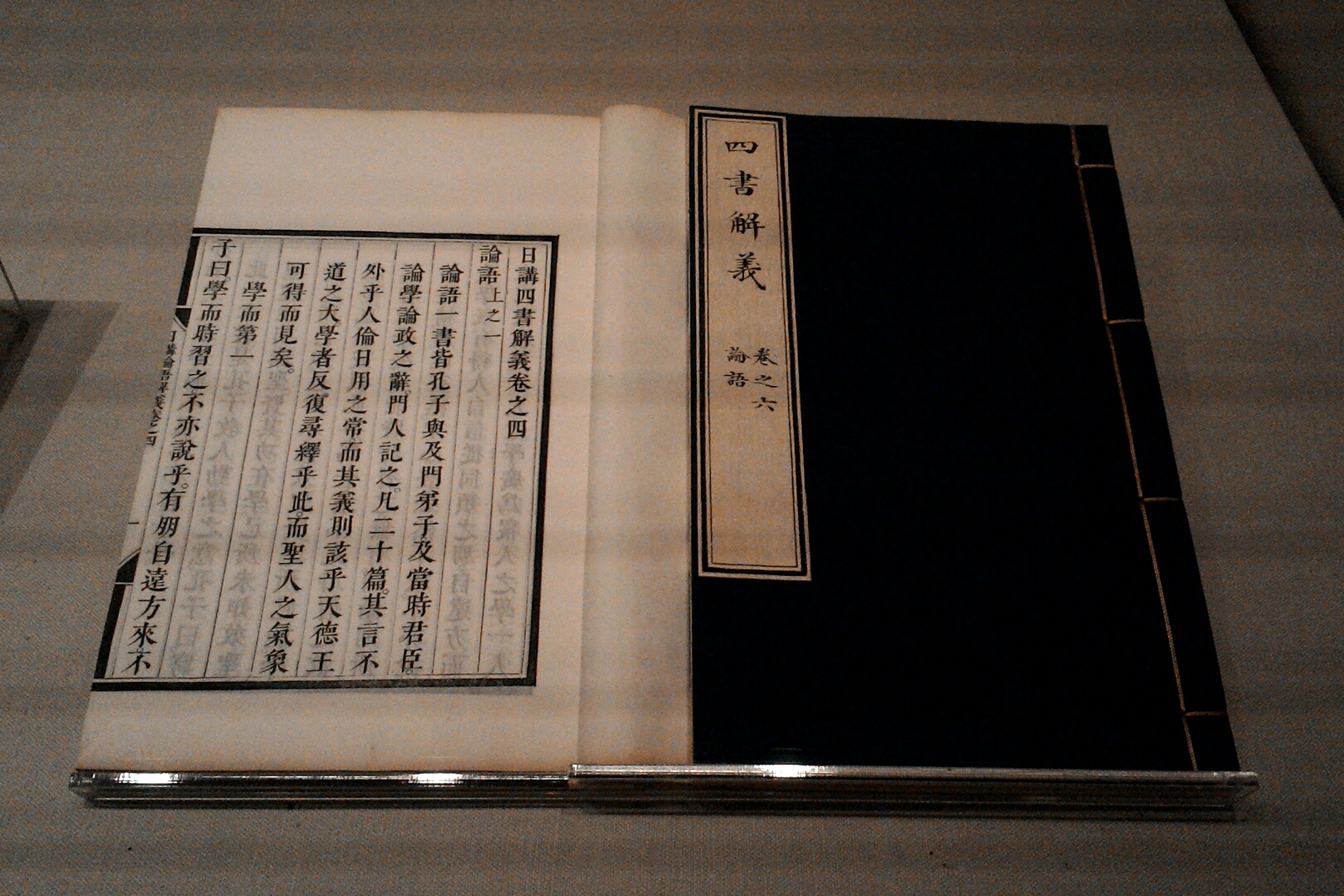
《日講四書解義》，拉薩哩等奉敕撰，康熙十六年（1677年）內府刊本。

经筵是中国、朝鮮古代帝王为讲论经史而特设的御前讲席。汉代以来即经久不绝，但到宋代始称经筵，讲官以翰林学士及其他官员兼任或充任讲官。宋代，以每年二月至端午、每年八月至冬至为经筵讲期，讲官每逢单日入侍，轮流讲读。元、明、清三代因袭此制度，其中尤以明代对此重视。朝鮮王朝也設置并重視經筵。
此外，太子出阁之后，亦可有讲筵之设。

## 明代經筵
明太祖設置禮賢館，仁宗設弘文館。與學者講學論道。宣宗以前諸帝，每視朝畢，無日不御文華殿或便殿，召大臣及儒臣講讀。英宗正統元年，每月初二、十二、二十二，三次舉行開經筵，寒暑暫免，假日先期傳免。孝宗在平日經筵之外還閱覽《永樂大典》。神宗萬曆二年（一五七四）以後，由張居正改經筵為春講、秋講。

### 引用
1. ↑  《大明世宗肅皇帝實錄·卷二十》

## 外部連結
[在维基数据编辑]
 《欽定古今圖書集成·經濟彙編·禮儀典·經筵部》，出自陈梦雷《古今圖書集成》